# Aphanistes nigrorufus
Aphanistes nigrorufus är en stekelart som först beskrevs av Norton 1863.  Aphanistes nigrorufus ingår i släktet Aphanistes och familjen brokparasitsteklar. Inga underarter finns listade i Catalogue of Life.